# ألينا فيدارينتشيك
ألينا فيدارينتشيك (المولودة بوراك، من مواليد 3 يوليو 1993 ) هي لاعبة كرة طائرة بيلاروسية، تلعب في المنتخب الوطني البيلاروسي للسيدات للكرة الطائرة .
شاركت في بطولة أوروبا للسيدات للكرة الطائرة 2015 .

## روابط خارجية
- "CEV - Confédération Européenne de Volleyball". Cev.lu. مؤرشف من الأصل في 2018-06-15. اطلع عليه بتاريخ 2017-03-20.
- "Alena Fedarynchyk - Volleyball - Scoresway - Results, fixtures, tables and statistics". Scoresway. مؤرشف من الأصل في 2019-05-24. اطلع عليه بتاريخ 2017-03-20.
- "CEV - Confédération Européenne de Volleyball". Cev.lu. مؤرشف من الأصل في 2017-03-21. اطلع عليه بتاريخ 2017-03-20.
- "Women Volleyball XXIX Europe Championship 2015 - Statistics Belarus 3-2 Bulgaria". Todor66.com. 6 أكتوبر 2015. مؤرشف من الأصل في 2019-04-05. اطلع عليه بتاريخ 2017-03-20.